# Христина (пьеса)
«Христина, или Стокгольм, Фонтенбло и Рим» (фр. Christine, ou Stockholm, Fontainebleau, et Rome) — историческая драма в стихах французского писателя Александра Дюма-отца, впервые поставленная на сцене в 1830 году. Была написана ещё в 1828 году и стала первым крупным произведением автора.

## Сюжет
Действие пьесы начинается в 1650 году в Стокгольме: в прологе появляются Рене Декарт, королева Швеции Христина/Кристина, её фаворит Джованни Мональдески, побеждённый соперник Людовико Сантинелли и влюблённая в Мональдески Паула. Королева отрекается от престола в пользу Карла Густава и покидает родину вместе со своим окружением. Основное действие разворачивается в 1654—1657 годах во французском Фонтенбло, где Христина окружает себя учёными и писателями (в их числе Пьер Корнель). Она решает вернуть себе шведский престол, Мональдески тайно извещает об этом Карла Густава и оказывается под арестом. Паула приносит ему перстень с ядом, чтобы умереть вместе с возлюбленным, но в итоге умирает только она. Королева, узнав обо всём, приказывает Сантинелли убить Мональдески.
В эпилоге показаны события 1689 года: Христина умирает в Риме, терзаемая угрызениями совести. При её кончине присутствует Сантинелли.

## Создание и оценки

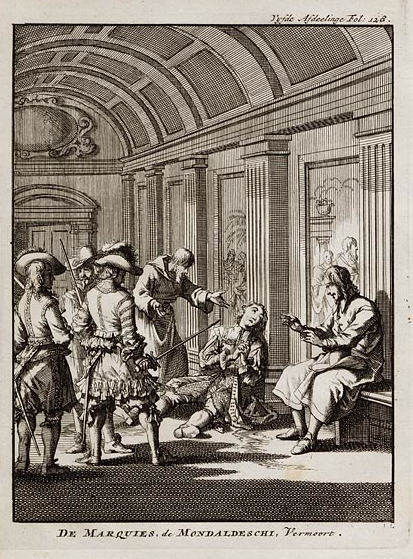
Убийство Джованни Мональдески

Александр Дюма решил написать историческую драму в 1827 году, под впечатлением от игры в парижских театрах английской труппы. К тому времени он был автором нескольких пьес лёгкого содержания («Страсбургский майор», «Охота и любовь» и др.), ни одна из которых не ставилась на сцене и не публиковалась. Случайно Дюма наткнулся на барельеф, изображавший убийство Джованни Мональдески, и решил использовать этот сюжет. Он предложил соавторство Фредерику Сулье, но тот счёл, что создавать нужно не драму, а высокую трагедию, поэтому Дюма взялся за работу в одиночку. Он создал пятиактную драму в стихах.
Рукопись Дюма принёс барону Тейлору, королевскому комиссару при «Комеди Франсез», с которым его познакомил Шарль Нодье. Пьеса понравилась Тейлору, и театр её принял при условии определённой доработки. Однако «Христина» так и не была поставлена в «Комеди Франсез»: у мадемуазель де Марс, получившей главную роль, были претензии к тексту, которые автор не хотел удовлетворять, и к тому же появились ещё две драмы на ту же тему и с тем же названием, написанные Бро и Сулье. Поэтому Дюма забрал пьесу и занялся её доработкой. В 1829 году на сцене «Комеди Франсез» была поставлена другая его историческая драма, «Двор Генриха III», принёсшая ему известность. Поэтому в 1830 году, когда «Христина» Сулье провалилась в «Одеоне», директор этого театра захотел поставить пьесу Дюма. К тому моменту автор добавил к пяти актам пролог, действие которого происходит в Стокгольме, и эпилог с действием в Риме, ввёл ещё одного персонажа (любовницу Мональдески Паулу) и изменил мотивацию Христины (теперь это была месть не за политическую измену, а за любовную). Из щепетильности он обратился к Сулье, но тот ответил, что с его стороны никаких препятствий для постановки нет.
«Христина» была поставлена на сцене 30 марта 1830 года. Прошло всего полгода после премьеры в «Комеди Франсез» «Эрнани» Гюго, оказавшейся в центре схватки между сторонниками романтизма и классицизма, и можно было ждать, что в «Одеоне» произойдёт нечто подобное. Поэтому Сулье перед первым спектаклем выкупил 50 билетов в партере и предложил Дюма рабочих своей деревообрабатывающей фабрики в качестве клакёров. Реакция публики во время спектакля была неоднозначной: то и дело раздавались выкрики с мест («Мошенники!», «Дураки!» и т. п.), отдельные реплики были осмеяны и ошиканы, а когда занавес опустился после эпилога, поднялся шум, из которого нельзя было понять, одобряют ли зрители пьесу. На следующий день Дюма смог продать право на издание «Христины» за 12 тысяч франков. Самые неудачные строки в пьесе переделали его друзья Гюго и Виньи.
Литературоведы констатируют, что «Христина» стала первым крупным и амбициозным произведением Дюма. Она могла быть воспринята публикой значительно лучше, если бы была поставлена на сцене раньше, до премьеры «Эрнани». Крупным недостатком пьесы можно считать несбалансированность отдельных сюжетных линий.